# Mihajlo Baić
Mihajlo Baić (in serbo Михајло Баић?; Subotica, 21 novembre 2002) è un calciatore serbo, attaccante svincolato.

## Carriera
Cresciuto nel settore giovanile dello Spartak Subotica, debutta in prima squadra il 25 settembre 2019 in occasione dell'incontro di Kup Srbije vinto 2-0 contro il Novi Pazar.

## Statistiche
Statistiche aggiornate al 2 novembre 2021.

### Presenze e reti nei club
| Stagione        | Squadra          | Campionato      | Campionato | Campionato | Coppe nazionali | Coppe nazionali | Coppe nazionali | Coppe continentali | Coppe continentali | Coppe continentali | Altre coppe | Altre coppe | Altre coppe | Totale | Totale | Totale |
| Stagione        | Squadra          | Comp            | Pres       | Reti       | Comp            | Pres            | Reti            | Comp               | Pres               | Reti               | Comp        | Pres        | Reti        | Pres   | Reti   |        |
| --------------- | ---------------- | --------------- | ---------- | ---------- | --------------- | --------------- | --------------- | ------------------ | ------------------ | ------------------ | ----------- | ----------- | ----------- | ------ | ------ | ------ |
| 2019-2020       | Spartak Subotica | SL              | 7          | 0          | CS              | 2               | 0               |                    | -                  | -                  |             | -           | -           | 9      | 0      |        |
| 2020-gen. 2021  | Spartak Subotica | SL              | 12         | 0          | CS              | 2               | 0               |                    | -                  | -                  |             | -           | -           | 14     | 0      |        |
| gen.-giu. 2021  | Čukarički        | SL              | 5          | 1          | CS              | 0               | 0               |                    | -                  | -                  |             | -           | -           | 5      | 1      |        |
| 2021-2022       | Čukarički        | SL              | 2          | 1          | CS              | 1               | 0               | UECL               | 0                  | 0                  |             | -           | -           | 3      | 1      |        |
| Totale carriera | Totale carriera  | Totale carriera | 26         | 2          |                 | 5               | 0               |                    | 0                  | 0                  |             | -           | -           | 31     | 2      |        |